# John Andrews (Architekt)
John Hamilton Andrews AO (* 29. Oktober 1933 in Sydney; † 24. März 2022 ebenda) war ein australisch-kanadischer Architekt. Er gilt als wichtiger Vertreter des Brutalismus.

## Leben

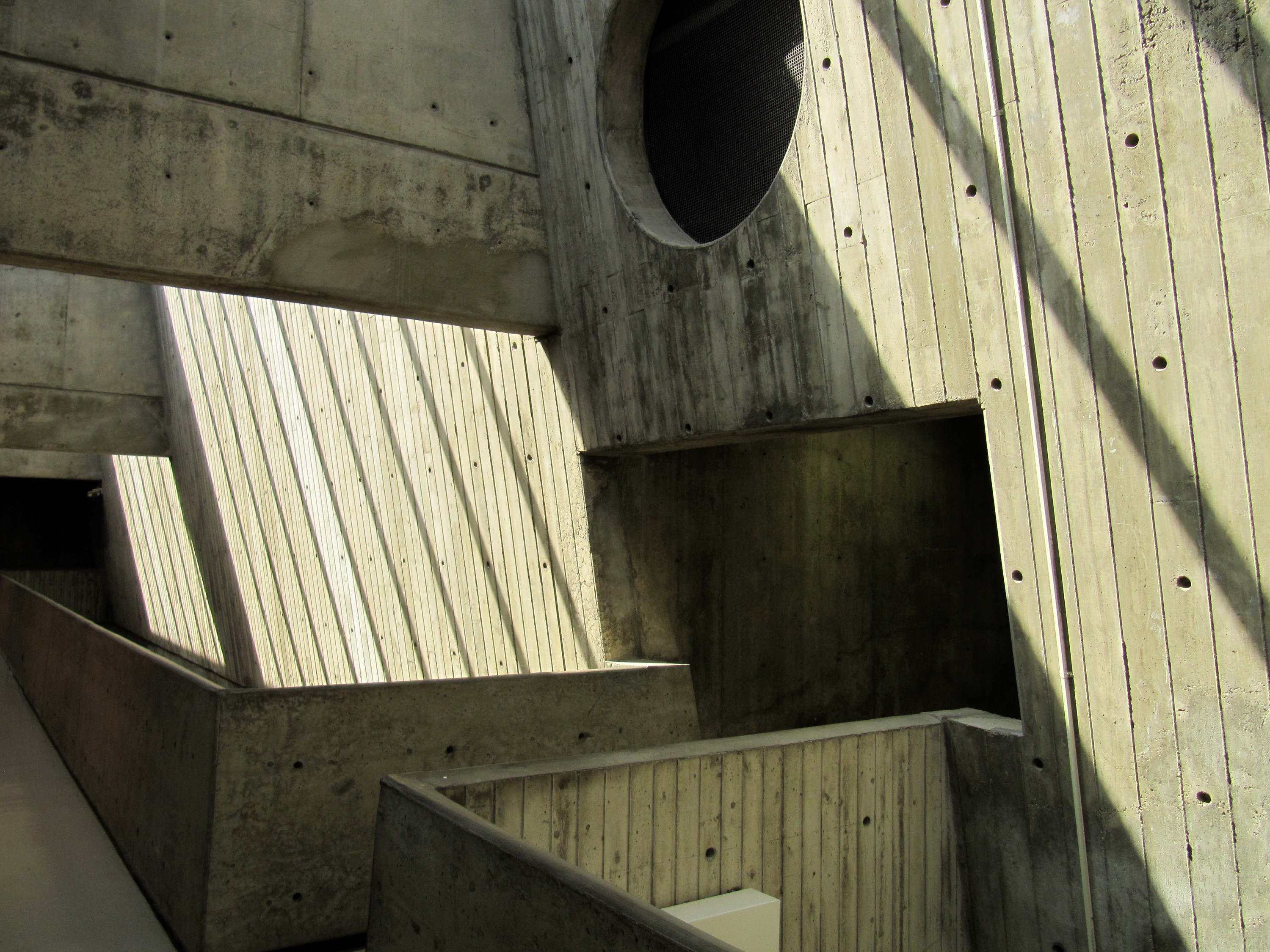
Scarborough College, Toronto

John Andrews studierte an der Universität Sydney Architektur und erhielt 1956 den Grad des Bachelors. Er arbeitete danach für die Firma Edwards Madigan Torzillo in Sydney und schloss an der Harvard University 1958 das Architekturstudium mit dem Master ab. Im selben Jahr kam sein Entwurf für den Neubau des Rathauses von Toronto in die Endausscheidung, scheiterte jedoch gegen den des finnischen Architekten Viljo Revell. Aufgrund dieses Erfolgs ging er nach Toronto, wo er an der Ausführung von Revells Entwurf mitwirkte. Er arbeitete in Toronto für das Architekturbüro J. B. Parkin. Von 1962 bis 1967 war Andrews Dozent und Vorsteher der Architekturabteilung der University of Toronto. Dies ermöglichte ihm, das Scarborough College, eine Außenstelle der Torontoer Universität, zu entwerfen. Die Architektur von Scarborough College war ein frühes Zeugnis von skulptural eingesetztem Beton und führte zur internationalen Beachtung.
Im Jahr 1968 gewann Andrews eine Ausschreibung, die es ihm ermöglichte, die Gund Hall zu entwerfen, einen Neubau der Harvard University, welcher 1972 fertiggestellt wurde. Im selben Jahr gründete er seine eigene Firma, die John Andrews International Pty. Ltd., mit der er wieder zurück nach Sydney zog.
Andrews heiratete 1958 Rosemary Randall. Aus dieser Verbindung gingen vier Kinder hervor. Er starb am 24. März 2022 im Alter von 88 in seiner Geburtsstadt.

## Werke (Auswahl)
Die Architektur von Andrews erinnert teilweise an Le Corbusier und ist streng funktionell ausgerichtet. Die Bauwerke aus den Jahren 1958–61 zeigen Anlehnungen an Eero Saarinen und Ludwig Mies van der Rohe.

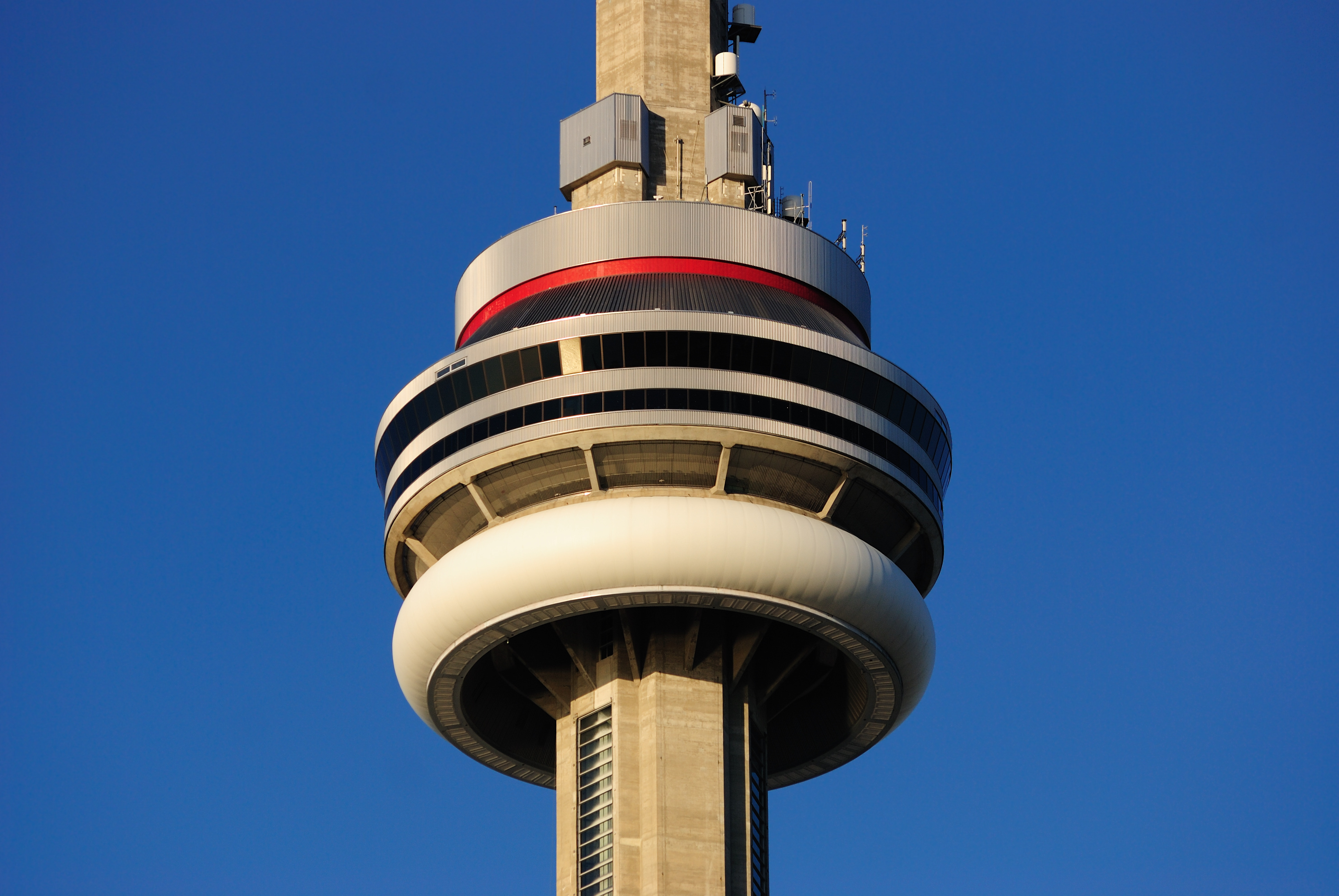
Andrews ist der Architekt des CN Tower

Folgende Bauwerke wurden nach Andrews’ Entwürfen errichtet:
- 1968: South Residence at the University of Guelph[2]
- 1970: Terminal des Seehafens von Miami[2]
- 1972: Kent State University School of Art in Ohio[2]
- 1973: Studentenwohnheime der University of Canberra (1973)[4]
- 1973–1976: Cameron Offices in Canberra[2][5]
- 1974: Hooker Tower in Sydney[2]
- 1976: King George Tower in Sydney[2]
- 1976: CN Tower: Der Turm ist Andrews’ bekanntester Bau; er war mit 553 Meter bis September 2007 das höchste freistehende Bauwerk der Welt
- 1988: Hauptsitz der Firma Intelsat in Washington, D.C.[6]

## Auszeichnungen und Mitgliedschaften
- 1967: Centennial Medal, Kanada
- 1967: Massey Medal, Kanada
- 1971: Arnold Brunner Award, National Institute of Arts and Letters, New York
- 1973: Bartlett Award
- 1976: Bronzemedaille des Queensland Institute of Architects
- 1980: Goldmedaille des Royal Australian Institute of Architects
- 1981: Officer des Order of Australia[7]
- 1983: Sulman Medal, Royal Australian Institute of Architects
- 1989: 25 Year Award, Ontario Association of Architects
- 2001: Centenary Medal, Australien[8]

Andrews war Mitglied im Royal Institute of British Architects, Royal Architectural Institute of Canada und Royal Australian Institute of Architects.

## Publikationen
- mit Jennifer Taylor: Architecture, a Performing Art. Oxford University Press, USA 1982, ISBN 978-0195505573.